# Vrijthofje
Het Vrijthofje was een hofje van barmhartigheid aan de Oosthaven in Gouda.

## Geschiedenis
Het Vrijthofje werd gesticht door Maria van der Spelt, dochter van de Goudse glasmaker Jan Jansz van der Spelt. Zij trouwde in 1653 met de apotheker Pieter Vrijthoff. Het gezin Vrijthoff woonde op de hoek van de Lange Groenendaal en de Lage Gouwe. Daarnaast bezat Vrijthoff nogal wat onroerende goederen in Gouda. Hij overleed in bemiddelde staat in 1684. Zijn weduwe liet in 1690 een nieuw testament opstellen. Na haar overlijden in 1701 werd uitvoering aan haar laatste wil gegeven. Uit het legaat werd de aanschaf van twee woningen aan de Oosthaven bekostigd. De door haar aangewezen regenten, een arts en een oud-schepen, lieten achter de beide huizen drie woningen bouwen voor arme en behoeftige mensen. De huuropbrengsten van de huizen aan de voorzijde werden gebruikt voor de exploitatie. Na het overlijden van beide regenten werd het beheer over het hofje, met instemming van het stadsbestuur, overgedragen aan de hervormde kerk.
In 1851 werd, op advies van de gemeentelijke bouwmeester, besloten om de huisjes af te breken en te vervangen door nieuwbouw. Het hofje heeft tot na de Tweede Wereldoorlog dienstgedaan voor het doel waarvoor Maria van der Spelt haar legaat had gegeven. Door de veranderde opvattingen over armen- en ouderenzorg was er in de tweede helft van de 20e eeuw geen behoefte meer aan dergelijke voorzieningen. In 1955 werd dan ook besloten om het Vrijthofje op te heffen. Het hofje werd in 1959 gekocht door het nabijgelegen bedrijf Van der Want & Barras.
Boven de deur van het pand Oosthaven 41 herinnert een gevelsteen met de tekst "VRIJT - HOFJE" aan het bestaan van het hofje. De ontbrekende nummers Oosthaven 42 t/m 47 verwijzen naar de verdwenen huisjes van het Vrijthofje.

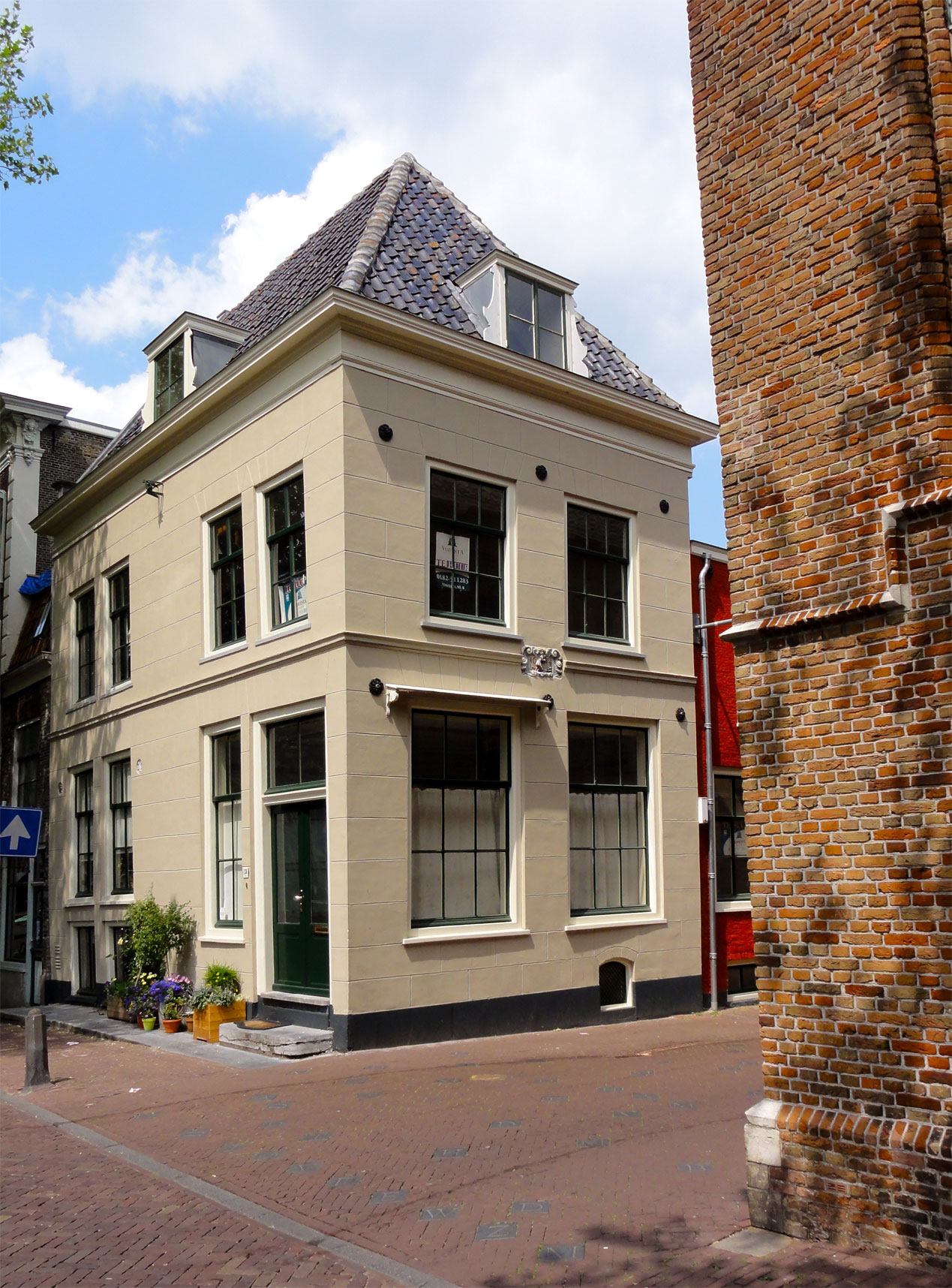
Het woonhuis van Pieter Vrijthoff en Maria van der Spelt
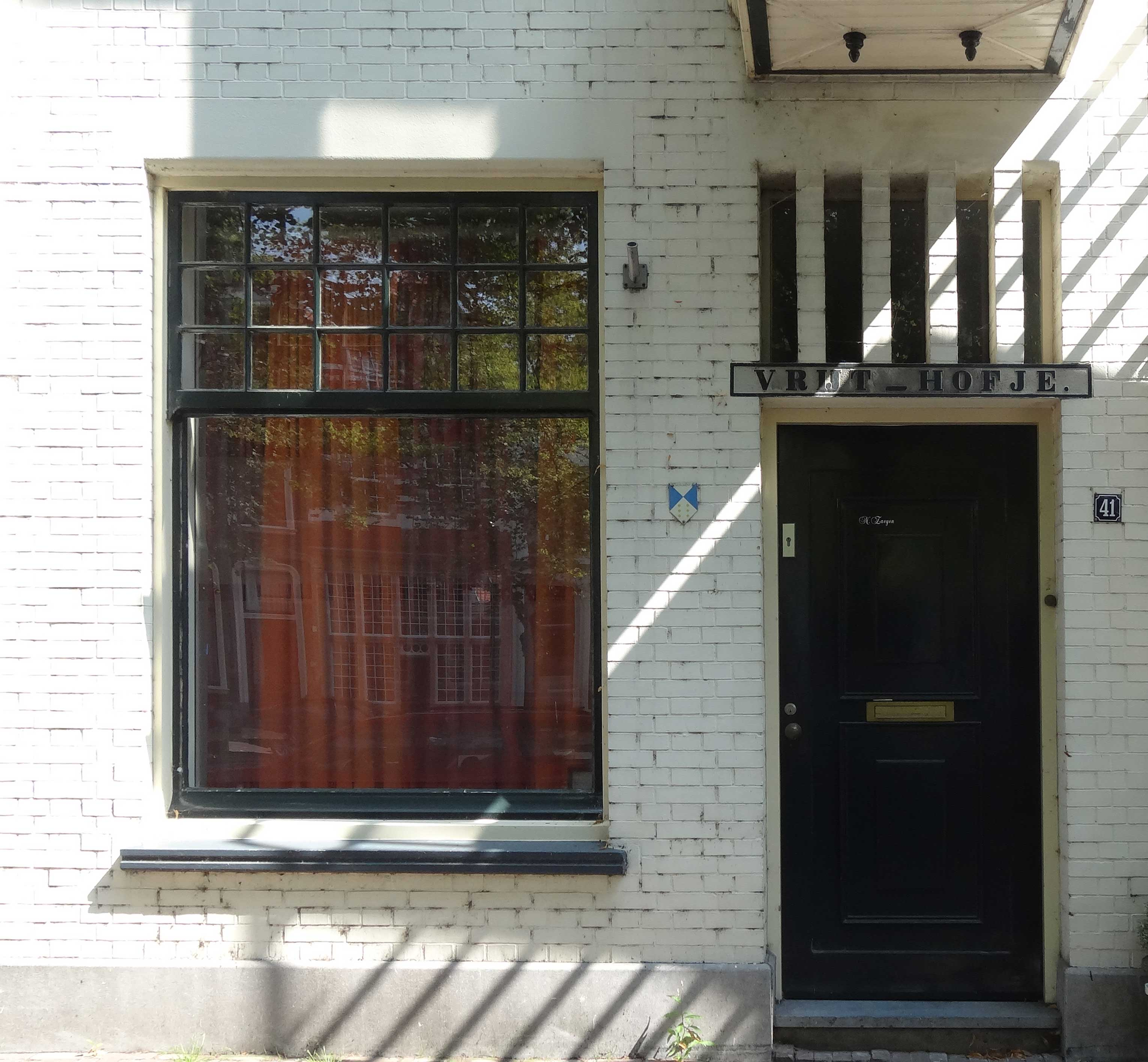
De deur met opschrift Vrijthofje aan de Oosthaven